# Chrysocerca perturbata
Chrysocerca perturbata är en insektsart som först beskrevs av Banks 1931.  Chrysocerca perturbata ingår i släktet Chrysocerca och familjen guldögonsländor. Inga underarter finns listade i Catalogue of Life.